# Naum Veqilharxhi
Naum Veqilharxhi vagy Naum Bredhi (Vithkuq, 1797. december 6. – Konstantinápoly, 1846) aromán nemzetiségű romániai albán jogász. A vithkuqi ábécé kidolgozója (1825), politikai programnyilatkozatával (1836) az albán függetlenségi mozgalom, a Rilindja korai teoretikusa, az egységes albán nemzeti nyelv, kultúra és oktatás ügyének egyik legelső apostola volt.

## Életútja
A délkelet-albániai Vithkuqhoz tartozó Bredh faluban született. Fiatalon kivándorolt Romániába, ami vélhetően összefüggésben lehetett a korábban gazdag kultúrájú Vithkuq 1819-es lerombolásával. Csatlakozott az emigráns görögök oszmánellenes csoportjához, a Filikí Eteríához, 1821-ben pedig részt vett az oszmán fennhatóság ellen kitört havasalföldi felkelésben. Hátra lévő életéről annyit lehet tudni, hogy jogi tanulmányai elvégzése után ügyvédi pályára lépett, és Brăilában élt. 1846-ban egy konstantinápolyi útja során megbetegedett, és a helyi görög kórházba került. A fáma szerint a pátriárkához köthető fanatikus ortodoxok kórházi ágyában mérgezték meg.
Néhány forrás megemlíti, hogy Veqilharxhi Bukarestben megalapított egy albán irodalmi társaságot, de miután ezt az 1850-es évekre, azaz Veqilharxhi halála utáni időszakra teszik, ez az információ kétségesnek tűnik.

## Munkássága
Veqilharxhi az elsők közé tartozott, aki egy egységes albán ábécé kialakításán fáradozott, és ezzel jelentősen hozzájárult a későbbiekben kibontakozott albán nemzeti mozgalom, a Rilindja egyik vezéreszméjéhez, a vallási széttöredezettségen felülemelkedő egységes nemzeti kultúra gondolatához. A Frashëri fivérek, az 1870-es években az albán függetlenségi törekvések élére állt Abdyl Frashëri és öccsei Veqilharxhi szellemi örököseinek tartották magukat. Veqilharxhi 1836-ban terjedt kéziratos röpiratában – az albán történetírás Qarkore (’Körlevél’) címen említi – az oszmán igát nyögő albánok nyomorúságos sorsára és fejletlenségére hívta fel a figyelmet, és arra ösztönözte az albánság literátus vezetőit, hogy nemzeti egységük érdekében műveljék anyanyelvüket és fejlesszenek ki egy egységes albán ábécét. Több forrás – Jeronim de Rada ugyancsak 1836-ban megjelent verses beszélye mellett – a Veqilharxhi-körlevelet tartja a Rilindja nyitányának és programadó nyilatkozatának.

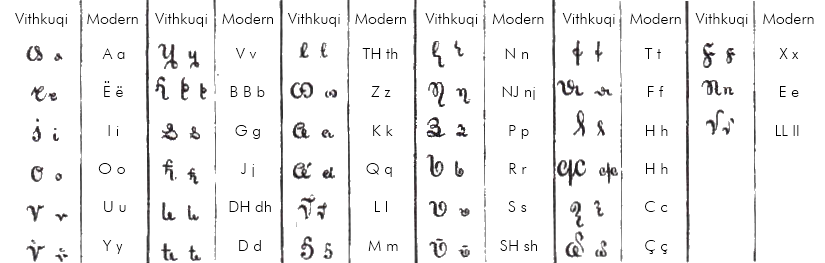
A Veqilharxhi-féle vithkuqi ábécé betűi

Veqilharxhi már ezt megelőzően, 1824–1825 folyamán kidolgozta harminchárom betűből álló ábécéjét, a vithkuqi ábécét, de csak 1844-ben nyomtatta ki Bukarestben Evëtori című tanítói segédletében. Az örmény ábécé vonalvezetésére emlékeztető betűkészletének sajátossága, hogy egészen egyedi ábécét igyekezett kialakítani, amely nem az albán földön az akkoriban leginkább használt arab, sem pedig a görög vagy latin ábécéből indult ki. Veqilharxhi ezzel azt akarta elérni, hogy az új ábécé a történelmi albán felekezetek egyikéhez se legyen köthető, ellenkezőleg, a felekezeti kultúrákon felülemelkedő új nemzeti egység szimbóluma legyen. A nyolcoldalas kis füzet egyik korçai barátjának, Thanas Paskalinak köszönhetően gyorsan terjedt Dél-Albániában, és Paskali 1845. április 22-én kelt levelének tanúsága szerint Korçától Përmeten és Gjirokastrán át Beratig lelkesen vették használatba Veqilharxhi betűkészletét. A könyv és az ábécé terjedését segítette, hogy 1845-ben Neofit Gjirokastriti személyében olyan püspököt választottak a korçai ortodox egyházmegye élére, aki az egyház általános hellenizációs politikájától eltérően nem akadályozta a nemzeti művelődési törekvéseket.
Veqilharxhi később az ábécét továbbfejlesztette, és 1845-ben már egy második, 48 oldalas olvasókönyvet adott ki Faré i ri abétor shqip per djélm nismetore (’A legújabb albán ábécéskönyv elemi fiúiskolák számára’). Ebben a kiadásban egy újabb politikai nyilatkozatot is közreadott, amelyben újólag az albán nyelvű nemzeti oktatás fejlesztésére buzdította honfitársait. A könyv csak kevés példányszámban jelent meg, sokáig eltűntnek hitték, mígnem egy példányát felfedezték az athéni Genádiosz Könyvtárban és 1983-ban reprintkiadásban is megjelenhetett.

## Emlékezete
Az 1850-es évekből ismertek szórványos adatok arról, hogy Dél-Albánia több iskolájában a vithkuqi ábécé segítségével tanították betűvetésre az albán gyerekeket, így például Spiro Dine folklorista, költő is Veqilharxhi betűivel tanult meg anyanyelvén írni-olvasni. Bár Veqilharxhi vithkuqi ábécéjét Kostandin Kristoforidhi is továbbfejlesztette, mégsem terjedt el igazán. Ennek fő oka az volt, hogy az egyedi írásképű betűk kinyomtatására egészen egyszerűen nem volt felkészülve egyetlen nyomda sem.
Szülőfalujában, Vithkuqban a 20. század második felében Veqilharxhi munkásságát bemutató kis emlékmúzeumot rendeztek be.